# Juhász Attila (játékvezető)
Juhász Attila (Budapest, 1884–20. század) magyar nemzeti labdarúgó-játékvezető. Polgári foglalkozása ügyvéd.	

## Pályafutása
Játékvezetésből a BEAC játékosaként 1910-ben Budapesten, a Bíró Bizottság előtt vizsgázott. Az MLSZ Bíró Bizottságának minősítésével NB II-es, majd 1925-től NB I-es, a Budapesti alosztály III. fokú játékvezetője. A nemzeti játékvezetéstől 1940-ben visszavonult. NB I-es mérkőzéseinek száma: 48. Vezetett kupadöntők száma: 1.
| Időpont             | Helyszín                    | Mérkőzés típusa                          | Mérkőzés                             | Eredmény | Nézők száma |
| ------------------- | --------------------------- | ---------------------------------------- | ------------------------------------ | -------- | ----------- |
| 1925. szeptember 6. | Üllői úti Stadion, Budapest | első NB I-es mérkőzése                   | Törekvés SE–Nemzeti SC               | 2 – 2    | 2300        |
| 1932. június 5.     | Üllői úti pálya, Budapest   | Magyar labdarúgókupa döntő első mérkőzés | Hungária–FTC                         | 1 – 1    | 9000        |
| 1940. november 3.   | Véső utcai pálya, Szolnok   | utolsó NB I-es mérkőzése                 | Szolnoki MÁV FC–Szombathelyi Haladás | 4 – 0    | 1500        |

A Magyar Futballbírák Testülete (JT) javaslatára az Országos Tanács aranyjelvénnyel (25 éves működés), ezüst oklevéllel (15 éves működés) és plakettel (éves elismerés) ismerte el szakmai munkáját.

## Külső hivatkozások
- Izsó László. nela.hu. (Hozzáférés: 2016. március 31.)